# Feldkirchen bei Mattighofen
Feldkirchen bei Mattighofen är en ort och kommun  i Österrike. Den ligger i distriktet Braunau am Inn i förbundslandet Oberösterreich, 250 kilometer väster om huvudstaden Wien. 
Kommunen består av 39 orter (Ortschaften) (inom parentes invånarantal 1 januari 2024):

- Aich (33)
- Altheim (162)
- Aschau (193)
- Außerpirach (10)
- Bamberg (30)
- Burgkirchen (10)
- Edt (25)
- Emerding (37)
- Feldkirchen bei Mattighofen (312)
- Gerberling (7)
- Gietzing (20)
- Gstaig (98)
- Hafenberg (15)
- Haiderthal (45)
- Hansried (4)
- Haselpfaffing (22)
- Hennergraben (5)
- Holz (14)
- Höslrein (51)
- Innerpirach (34)
- Jetzing (9)
- Kampern (91)
- Kendling (2)
- Klöpfing (31)
- Oichten (141)
- Ottenhausen (186)
- Otterfing (31)
- Primsing (27)
- Quick (23)
- Renzlhausen (59)
- Revier Renzlhausen (19)
- Sattlern (34)
- Sperledt (9)
- Vormoos (109)
- Wenigaschau (17)
- Wexling (12)
- Wiesing (89)
- Willersdorf (48)
- Öppelhausen (81)